# Mahmud Ghazan
Mahmud Ghazan (ur. 5 listopada 1271, zm. 11 maja 1304) – władca z dynastii Ilchanidów, panujący w latach 1295–1304.
Ghazan był początkowo buddystą. W okresie rządów swego ojca pełnił przez dziesięć lat funkcje namiestnika północno-wschodnich prowincji Iranu, odpierając najazdy koczowników ze wschodu. W 1295 roku wystąpił przeciw Ilchanowi Bajdu. Wyparty został jednak w góry na północ od Teheranu. Pragnąc zyskać poparcie miejscowej ludności, zdecydował się przyjąć islam. Odniósł wkrótce zwycięstwo nad Bajdu, kazał go stracić i tym samym sam zasiadł na tronie Ilchanów. Nie wszyscy jednak uwierzyli w szczerość nawrócenia nowego władcy na islam. Ghazan bezwzględnie rozprawiał się ze swoimi przeciwnikami. Kazał stracić pięciu członków rodu Ilchanidów zamieszanych w spiski przeciw niemu. W 1299 roku zaatakował Syrię i zajął Aleppo. Następnie pokonał Mameluków w bitwie pod Wadi al-Chazindar i zajął Damaszek. Gdy zwycięski Ghazan powrócił do Iranu, doszły go jednak wieści o odbiciu Syrii przez Mameluków. Podjął wówczas przygotowania do nowej zbrojnej wyprawy, jednak warunki atmosferyczne zmusiły go do chwilowej rezygnacji z tych planów. W 1302 roku podjął próbę porozumienia z papieżem Bonifacym VIII i zawarcia sojuszu przeciw Mamelukom. Ponieważ papież nie przystał na jego ofertę, w 1303 Ghazan postanowił podjąć samemu ofensywę w Syrii. Jego armia została pokonana pod Szakhabem. Ghazan rozpoczął wówczas przygotowania do nowej wyprawy, jednak zmarł w ich trakcie.